# 킹 랄프
킹 랄프(King Ralph)는 미국에서 제작된 데이빗 S. 워드 감독의 1991년 코미디 영화이다. 존 굿맨 등이 주연으로 출연하였고 잭 브로드스카이 등이 제작에 참여하였다.

## 출연

### 주연
- 존 굿맨
- 피터 오툴
- 존 허트

### 조연
- 카밀 코두리
- 리차드 그리피스
- 줄리안 글로버
- 레슬리 필립스
- 주디 파핏
- 조엘리 리차드슨
- 제임스 빌리어스

## 제작진
- 공동제작: 존 컴포트
- 미술: 시몬 홀랜드
- 의상: 캐서린 쿡
- 배역: 메리 셀웨이